# Orfismo

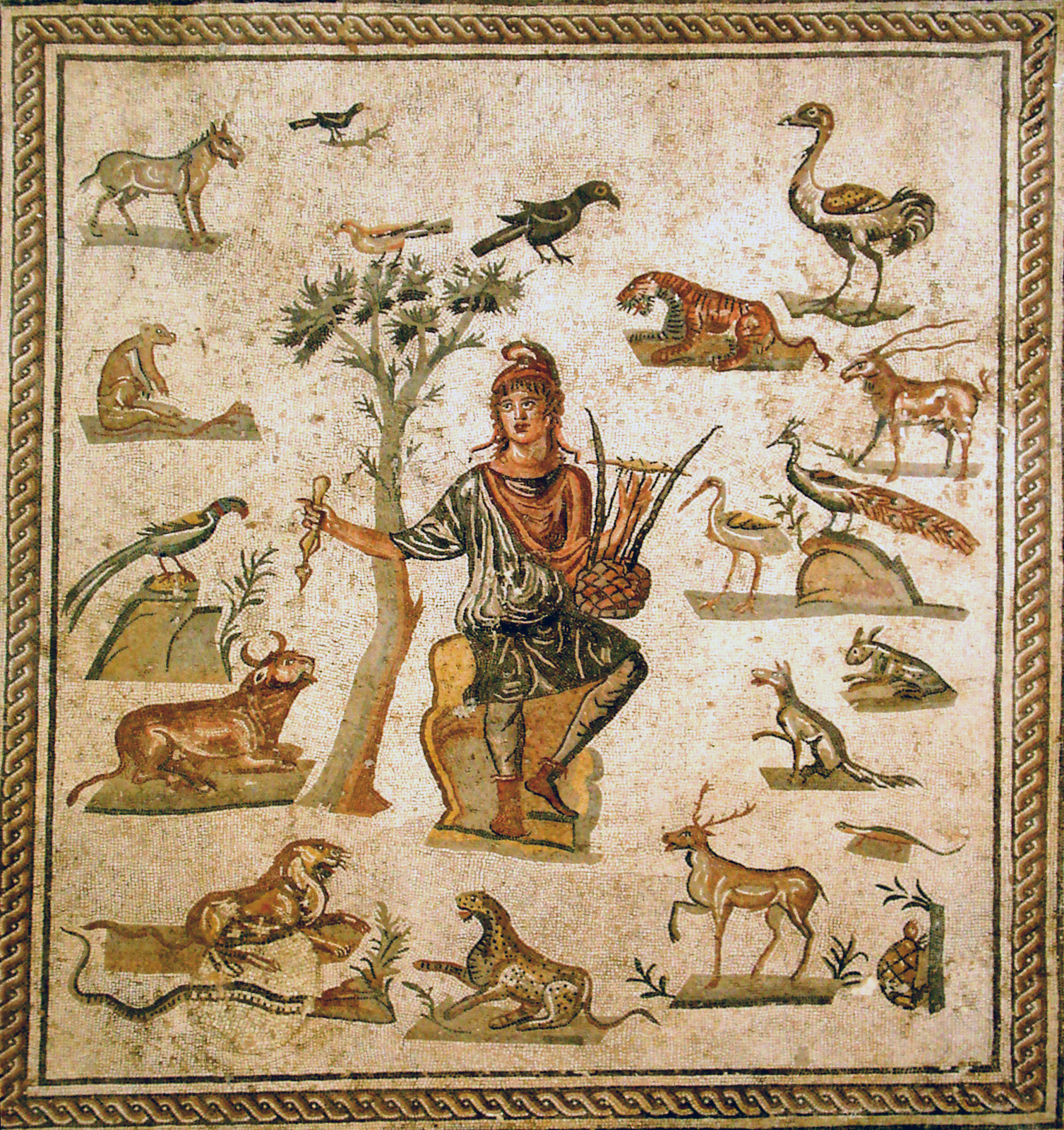
Orfeo rodeado de animales. Mosaico romano antiguo de Palermo (Museo Arqueológico Regional de Palermo).

El orfismo (infrecuentemente llamado orficismo; en griego antiguo: Ὀρφικά, romanizado: Orphiká) es el nombre dado a un conjunto de creencias y prácticas religiosas, una corriente religiosa de la antigua Grecia y el mundo helenístico, así como entre los tracios, asociada a la literatura atribuida al mítico poeta Orfeo, maestro de los encantamientos, que descendió al inframundo griego y regresó. Al poseer elementos propios de los cultos mistéricos, se le suele denominar también como misterios órficos.
El concepto de orfismo es moderno, y no es posible elaborar una descripción coherente de esta religión a partir de la evidencia histórica. La mayoría de académicos coinciden en que hacia el siglo V a. C. existía al menos un movimiento órfico, incluyendo sacerdotes itinerantes que impartían enseñanzas e iniciaciones, basado en un conjunto de leyendas y doctrinas que se decía que habían sido fundadas por Orfeo. No hay consenso, sin embargo, sobre si existió un conjunto sistemático de creencias órficas o si constituyó una religión con creencias y misterios específicos.
Los órficos veneraban a Dioniso (que una vez descendió al inframundo y regresó) y a Perséfone (que descendía anualmente al inframundo durante una temporada y luego regresaba). El orfismo ha sido descrito como una variante de la anterior religión dionisíaca, involucrando una reinterpretación o relectura del mito de Dioniso y un reordenamiento de la Teogonía de Hesíodo, basada en parte en la filosofía presocrática.
El eje central del orfismo es el sufrimiento y la muerte del dios Dioniso a manos de los titanes, que constituye la base del mito central del orfismo. Según este mito, el niño Dionisio es asesinado, despedazado y consumido por los titanes. En venganza, Zeus golpea a los titanes con un rayo, convirtiéndolos en cenizas. De estas cenizas nace la humanidad. En la creencia órfica, este mito describe a la humanidad como poseedora de una doble naturaleza: el cuerpo (en griego antiguo: σῶμα, romanizado: sōma), heredado de los titanes, y una chispa o alma divina (en griego antiguo: ψυχή, romanizado: psykhḗ), heredada de Dionisio. Para lograr la salvación de la existencia titánica y material, había que iniciarse en los misterios dionisíacos y someterse a la teletē, una purificación ritual y revivir el sufrimiento y la muerte del dios. Se cree que parte de este ritual órfico implicaba el desmembramiento simulado o real de un individuo que representaba al dios Dioniso, al que se veía renacer.
La escatología órfica hacía gran hincapié en las recompensas y los castigos tras la muerte del cuerpo, liberando entonces el alma para alcanzar su verdadera vida. Los órficos creían que, tras la muerte, pasarían la eternidad junto a Orfeo y otros héroes, mientras que los no iniciados (en griego antiguo: ἀμύητος, romanizado: amýētos), pasaban por la metempsicosis, reencarnándose indefinidamente. Ha surgido un debate considerable sobre si la doctrina de la metempsicosis la tomaron prestada de Pitágoras o si fue a la inversa. El orfismo presenta una versión muy moralizada de la metempsicosis según la cual nacemos de nuevo para ser castigados en esta vida, de modo que nuestro cuerpo es la prisión del alma mientras sufre el castigo.
Para mantener su pureza tras la iniciación y el ritual, los órficos intentaban llevar una vida ascética libre de contaminación espiritual, sobre todo mediante la adhesión a una estricta dieta vegetariana que también excluía las habas.

## Introducción
El movimiento órfico supone un enfrentamiento a las tradiciones religiosas de la ciudad griega y, en definitiva, una nueva concepción del ser humano y su destino. Bajo el nombre del mítico Orfeo, cantor y trágico viajero del Más Allá, surgen una serie de textos que predican y atestiguan esa nueva religiosidad, una doctrina de salvación sobre el hombre, su alma y su destino tras la muerte. 
El orfismo se mueve exclusivamente en un plano religioso. Es una secta que cuestiona la religión oficial de las ciudades peninsulares helénicas, en particular a dos niveles: uno de pensamiento teológico, otro de prácticas y comportamientos. El orfismo es, fundamentalmente, una religión de textos, con las cosmogonías, teogonías e interpretaciones que estas no dejan de producir. En lo esencial, toda esta literatura parece elaborada contra la teología dominante de los griegos, es decir, la de Hesíodo y su Teogonía. Al ser el orfismo una literatura inseparable de un género de vida, la ruptura con el pensamiento oficial entraña diferencias no menos grandes en las prácticas y en los comportamientos. Aquel que opta por vivir a la manera órfica, el bíos orphikós, se presenta, en primer lugar, como un individuo y como un marginado. Es un hombre errante, semejante a esos Orfeo-telestes que van de ciudad en ciudad, proponiendo a los particulares sus recetas de salvación, paseándose por el mundo como los demiurgos del pasado. Miembros de una secta al margen de la política, gente de libros y textos sagrados, y al mismo tiempo practicantes de sus ritos mistéricos y de un peculiar ascetismo (con preceptos estrictos como el no comer carne ni derramar sangre animal o vestir tejidos de lino), los órficos dejaron una larga huella en varios textos, pero también importantes ecos en muy diversos autores, especialmente en algunos filósofos.

## Orígenes
El orfismo debe su nombre al legendario poeta-héroe Orfeo, de quien se dice que originó los Misterios dionisíacos. Sin embargo, Orfeo estaba más asociado a Apolo que a Dioniso en las primeras fuentes e iconografía. Según algunas versiones de su mito, era hijo de Apolo y, durante sus últimos días, rehuyó el culto a otros dioses y se hizo devoto solo de Apolo. Orfeo se cuenta entre los argonautas una generación anterior a la guerra de Troya. Se desconoce si hubo un modelo histórico real para esta figura mítica y si la leyenda de Orfeo tiene un núcleo histórico. Las opiniones difieren entre los investigadores.
El orfismo se originó probablemente en Tracia, considerada la patria de Orfeo y nación a la que los griegos llamaban bárbara. Se extendió en Grecia —concentrándose en el norte de Grecia y Creta—, en las zonas del sur de Italia colonizadas por colonos griegos y en la costa del Mar Negro, poblada por griegos. Poesía que contiene creencias claramente órficas ha sido trazada al siglo VI a. C.. o al menos al siglo V a. C., y grafitos del siglo V a. C. parecen referirse a los «órficos». El papiro de Derveni permite fechar la mitología órfica a finales del siglo V a. C., y probablemente sea incluso más antigua.
Las explicaciones sobre los orígenes y el desarrollo temprano que se discuten en la investigación son especulativas. Ideas y prácticas órficas son atestiguadas por Heródoto, Eurípides y Platón. Platón se refiere a los «iniciadores de Orfeo» (Ὀρφεοτελεσταί), y a ritos asociados, aunque no se sabe con certeza hasta qué punto la literatura «órfica» en general estaba relacionada con estos ritos. En particular, no está clara la relación del orfismo con fenómenos afines dentro de la religión griega, como el pitagorismo, los Misterios Eleusinos, diversas manifestaciones del culto a Dioniso y la filosofía religiosa del presocrático Empédocles. En el siglo V a. C., Heródoto reportó sobre la prohibición de ser enterrado con ropa de lana, una regla de enterramiento llamada «báquica» (dionisíaca) y órfica. Empédocles, que también vivió en el siglo V a. C., parece haber sido órfico. Según una hipótesis de investigación, no solo se basó en las ideas órficas para el contenido de su poesía, sino que también se basó formalmente en un modelo órfico.

### Relación con el Pitagorismo
Ideas y prácticas órficas tienen paralelismos con elementos del pitagorismo, y varias tradiciones sostienen que los pitagóricos o el propio Pitágoras fueron los autores de las primeras obras órficas; alternativamente, filósofos posteriores creyeron que Pitágoras era un iniciado del orfismo. El grado de influencia de un movimiento sobre el otro sigue siendo motivo de debate. Algunos académicos sostienen que el orfismo y el pitagorismo comenzaron como tradiciones separadas que luego se unieron y combinaron debido a algunas similitudes. Otros sostienen que las dos tradiciones comparten un origen común e incluso pueden considerarse una sola entidad, denominada «Orfismo-Pitagorismo».

## Escritos órficos
La rica producción de libros de los órficos, atestiguada ya en el siglo V a. C., continuó hasta la antigüedad tardía. Lo característico de los órficos es, por un lado, su gran estima por sus libros y, por otro, el hecho de que aparentemente no fijaban permanentemente sus textos doctrinales como vinculantes en una versión concreta, sino que los reformulaban e interpretaban continuamente. Se trata principalmente de descripciones míticas de la creación del mundo (cosmogonía) y de himnos.
La poesía órfica, la escritura de los órficos en forma de verso, cuyo autor se solía considerar Orfeo mismo, se ha perdido en gran medida. Algunos poemas existen en su totalidad, mientras que otras partes de la poesía órfica solo se han conservado en fragmentos o se conocen por resúmenes de su contenido, mientras que de otras obras solo se han conservado sus títulos. La Suda, una enciclopedia bizantina, recoge varios títulos. Esta lista procede probablemente de un tratado perdido sobre poemas órficos escrito por el gramático Epígenes durante el periodo helenístico. El metro del verso de la poesía órfica es siempre hexámetro.
Se ha conservado una colección de himnos órficos en su totalidad. Se trata de 87 poemas, cuya longitud varía entre seis y treinta versos. En ellos, Orfeo, como autor ficticio, glorifica a las deidades adoradas por los órficos. Estos poemas fueron creados probablemente en el siglo II para una comunidad de culto en Asia Menor, quizás con el uso de material más antiguo.
Los siguientes poemas sólo se han conservado en fragmentos o se conocen por resúmenes de su contenido:
- La antigua «Teogonía» órfica, un poema que trata del origen del cosmos, los dioses y los humanos. Se dice que el peripatético Eudemo de Rodas, que vivió en el siglo IV a. C., escribió una reproducción del contenido. El filósofo neoplatónico Damascio, de la antigüedad tardía, se refiere a él y esboza diversas variantes del mito.[25]
- Los «Discursos sagrados (hieroí lógoi) en 24 rapsodas». También describen la prehistoria mítica del cosmos. Se han conservado 176 fragmentos. La datación del texto, del que proceden los fragmentos que se conservan, varía entre finales del siglo II a. C. y el siglo II d. C. La versión original perdida fue escrita probablemente en la primera época del orfismo.
- Sólo se conocen por citas un himno a Zeus, citado por el neoplatónico Porfirio, y otro a Dioniso, al que se refiere repetidamente el académico de la antigüedad tardía Macrobio en sus «Saturnalia». En el siglo II, el escritor Pausanias informó sobre los cantos hímnicos compuestos por Orfeo y entonados por los Licómidas, miembros de una dinastía sacerdotal ateniense, en sus ritos. Pausanias pensaba que los himnos de Orfeo solo eran superados en belleza por los de Homero.[26]
- las «Argonáuticas órficas» (Orphéōs Argōnautiká «El viaje argonáutico de Orfeo»), un poema de la antigüedad tardía de 1376 hexámetros. En esta versión de la saga de los Argonautas, Orfeo narra el viaje de los argonautas. Él mismo desempeña un papel importante en el grupo de héroes que emprenden un viaje de aventuras en la nave Argo para capturar el Vellocino de Oro. Aunque Orfeo es ya de edad avanzada, la empresa no podría tener éxito sin él. Los argonautas parten de su hogar griego y viajan primero a Cólquida, en la costa oriental del Mar Negro, donde adquieren el vellocino. En su viaje de vuelta, cruzan el río Tanaïs (Don) hasta el extremo norte del continente euroasiático. Allí llegan al Océano, el río que fluye en un anillo alrededor del mundo habitado. A continuación, giran hacia el oeste y circunnavegan primero el norte y luego el oeste de Europa; el camino de vuelta a casa pasa por el estrecho de Gibraltar.

### Himnos órficos
Los Himnos órficos son una colección de ochenta y siete himnos griegos antiguos dirigidos a varias deidades, que se encuentran entre las pocas obras existentes de la literatura órfica. Fueron compuestos en Asia Menor, probablemente alrededor del  siglos III a. c. . Estos poemas, que están en hexámetros dactílicos, son relativamente cortos, y la colección está precedida por una dedicatoria titulada "Orfeo a Musaeus"; cada himno individual viene acompañado de una ofrenda votiva prescrita. Entre las deidades alabadas en los Himnos, a Dioniso se le da el lugar de mayor importancia. Los poemas sobreviven a través de un manuscrito que también contenía los Himnos homéricos, las Argonáuticas órficas y los himnos compuestos por Calímaco y Proclo.  A principios del siglo XX, Otto Kern postuló que los poemas pertenecían a una comunidad religiosa de Pérgamo, una visión que algunos estudiosos posteriores han aceptado.

### Papiro de Derveni

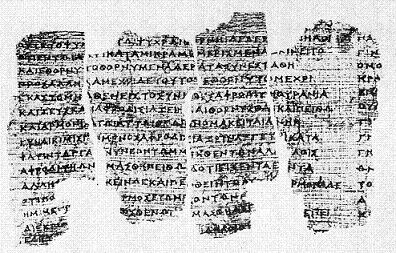
Fragmentos del Papiro de Derveni

El Papiro de Derveni, un pergamino encontrado en 1962 en la tumba A de las tumbas de Derveni, cerca de Tesalónica, contiene fragmentos de un comentario sobre una versión desconocida del mito órfico de la creación, del que el comentarista cita versos individuales que interpreta alegóricamente. En esta versión, Zeus desempeña el papel principal como creador. El comentarista se aleja enfáticamente de lo que considera una errónea comprensión superficial y literal del texto. El papiro fue inscrito en el siglo IV a. C., el comentario data de finales del V o principios del siglo IV a. C. y el poema anotado es probablemente mucho más antiguo aún.
Los escritos perdidos incluyen los «oráculos» (chrēsmoí), las «consagraciones» (teletaí), las «cráteras» (kratḗres), el «manto» (péplos), la «red» (díktyon), la «física» (physiká, sobre cosmología) y la «astrología» (astrologiká).

## Creencias

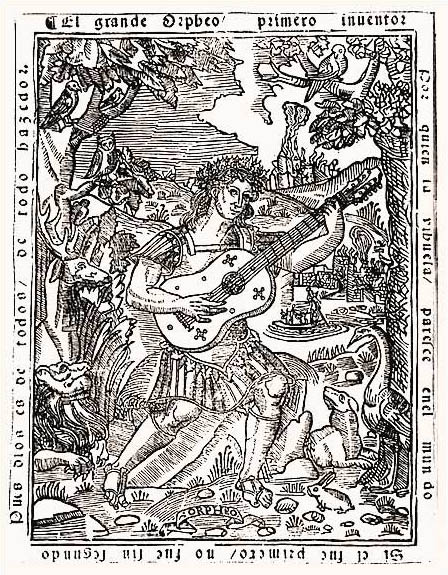
Orfeo, en El Maestro, de Luis de Milán (1536), tocando una vihuela en vez de la clásica lira. La iconografía que lo acompaña, oculta en el paisaje y en el lema tiene mucho de críptica y mistérica, como era usual en la época. (por ejemplo, en la Hypnerotomachia Poliphili).

Los órficos se interesaban sobre todo por el origen del cosmos, el mundo de los dioses y la humanidad, y el destino del alma después de la muerte. Su forma de pensar y expresarse, mítica y poética, hizo que sus enseñanzas no estuvieran fijadas y dogmatizadas de forma clara y vinculante, sino que mantuvieran un carácter fluctuante y abierto a diferentes interpretaciones.

### Doctrina del alma
El credo órfico propone una innovadora interpretación del ser humano, como compuesto de un cuerpo y un alma, un alma indestructible que sobrevive y recibe premios o castigos más allá de la muerte. Un precedente puede encontrarse en Homero, y ya en sus epopeyas aparece la opinión de que existe un principio animador en la existencia humana y animal cuya presencia es un requisito para la vida y que sobrevive a la muerte del cuerpo. Según las ideas transmitidas por Homero, esta entidad, el «alma» (en griego psychḗ), se separa del cuerpo en el momento de la muerte y va al inframundo como su imagen sombría. El poeta asume que la existencia del alma después de la muerte es desagradable; la hace lamentar su destino. Sin embargo, en Homero era el cuerpo el verdadero yo del hombre, mientras que para los órficos es el alma lo esencial, lo que el iniciado debe cuidar siempre y esforzarse en mantener pura para su salvación. El cuerpo es un mero vestido, un habitáculo temporal, una prisión o incluso una tumba para el alma, que en la muerte se desprende de esa envoltura terrenal y va al más allá a recibir sus premios o sus castigos, que pueden incluir algunas reencarnaciones o metempsicosis en otros cuerpos (y no solo humanos), hasta lograr su purificación definitiva y reintegrarse en el ámbito divino.
Para expresar su credo, los órficos recurren a una mitología de temas muy definidos: de un lado, a una teogonía (distinta de la hesiódica) y, de otro, a una teoría soteriológica, de larga influencia posterior sobre el destino del alma. 
Especial relieve tiene un mito dionisíaco que, en la interpretación órfica, explica el carácter patético de la vida humana, en una condena en que el alma debe purgar un crimen titánico. Según este mito, los antiguos Titanes, bestiales y soberbios, mataron al pequeño Dioniso, hijo de Zeus y Perséfone, atrayendo al niño con brillantes juguetes a una trampa. Lo mataron, lo descuartizaron, lo cocieron y lo devoraron. Zeus los castigó fulminándolos con su rayo (sólo el corazón del dios quedó a salvo, y de él resucitó entero de nuevo el hijo de Zeus). De la mezcla de las cenizas de los abrasados Titanes y la tierra surgieron luego los seres humanos, que albergan en su interior un componente titánico y otro dionísiaco. Nacen, pues, cargados con algo de la antigua culpa, y deben purificarse en ella en esta vida, evitando derramar sangre de hombres y animales, de modo que, al final de la existencia, el alma, liberada del cuerpo, casi tumba y cárcel, pueda reintegrarse al mundo divino del que procede. 
El proceso de purificación puede ser largo y realizarse en varias transmigraciones del alma o metempsicosis. De ahí el precepto de no derramar sangre humana ni animal, ya que también en formas animales puede latir un alma humana (e incluso la de un pariente). Al iniciarse en los misterios, el hombre adquiere una guía de salvación, y por eso en el Más Allá los iniciados cuentan con una contraseña que los identifica, y saben que deben presentarse ante los dioses de ultratumba con un saludo amistoso, como indican las laminillas órficas que se entierran con ellos. Las laminillas áureas apuntan instrucciones para realizar bien la catábasis y entrar en el Hades (no beber en la fuente del Olvido, sí en la de la Memoria, proclamar 'también yo soy un ser inmortal', etc.).
La teogonía órfica recoge ecos de teogonías orientales y concede un papel esencial a divinidades marginadas del repertorio hesiódico, como Nix, el Tiempo y Fanes, y habla del Huevo Cósmico primordial, o del Reinado de Dioniso. Esta mitología está expuesta en textos de muy diversas épocas, y se compone de fragmentos muy distintos, empezando por breves restos de muy antiguos poemas y concluyendo con las glosas de época tardía donde se mezclan ecos filosóficos variados. Hubo una tradición de textos antiguos en verso y comentaristas en prosa, al margen de símbolos y contraseñas. Los órficos fueron muy aficionados a escritos y libros de nivel diverso, unos más de proselitismo popular y otros más refinados. Al final, confluyen con algunos textos de magia.

## Órficos
Los órficos ( Ὀρφικοί) fueron un grupo que unió creencias procedentes del culto al dios Apolo con otras relacionadas con la reencarnación.
Creían que el alma se mantiene únicamente si se conserva su estado puro. Por ello usaron a Dioniso como un elemento purificador y figura central de sus creencias.
Orfeo, por su parte, con sus cualidades de pureza sexual, su facultad de profetizar lo que ocurriría después de la muerte y sus dotes musicales, aportaba otra figura central para el anclaje de las creencias órficas.
Estas  creencias fueron recogidas de narraciones sagradas (ἱεροί λόγοι) que suelen datarse en el siglo III a. C. En el V, Heródoto habla de los órficos y de los pitagóricos como participantes activos de ciertos tabúes o prohibiciones. Se sabe  también que  Platón se vio vinculado con oráculos y revelaciones órficas. Por otra parte, Aristóteles conoció y manejó las llamadas Narraciones Órficas.
Puede decirse por tanto que la denominación de órficos en el mundo griego tenía un puesto importante, pero más en forma sectaria, y no debe confundirse nunca con la percepción griega sobre la formación de la vida y del universo.
La existencia de las famosas láminas áureas procedentes de tumbas de Grecia y Creta, con carácter órfico para el tratamiento del alma del muerto, y anteriores al período helenístico, únicamente demuestran lo antes dicho: la existencia de algún tipo de secta ritual con creencias religiosas acerca de la vida después de la vida y la transcendencia continua del alma.

## Prácticas
El grado de institucionalización del orfismo como religión es discutido en la investigación. La interpretación «minimalista» de las fuentes (Ulrich von Wilamowitz-Moellendorff, Ivan M. Linforth, Martin L. West y otros) afirma que nunca existió una religión órfica como creencia común de una comunidad con culto y ritos correspondientes. Por lo tanto, no se puede hablar de «órficos» en el sentido de una adhesión a una religión concreta, sino que este término solo debe utilizarse para designar a los autores de los escritos órficos. Una variante más reciente del enfoque minimalista afirma que el orfismo no es más que «la moda de referirse a Orfeo». La posición contraria encuentra evidencia en hallazgos más recientes. Según esta posición el orfismo se caracteriza, en efecto, por una determinada visión del mundo y se organizaron comunidades de órficos que, en referencia a Orfeo, se dedicaban conjuntamente a prácticas rituales que suponían les ayudarían a una mejor existencia después de la muerte. Hoy en día, se considera plausible suponer que, si bien no existía una religión unificada, había asociaciones locales de personas que compartían un conjunto de creencias religiosas.
Algunos indicios sugieren que el orfismo se impuso sobre todo entre las clases altas y que la proporción de mujeres era elevada.
Los pitagóricos eran conocidos por su forma de vida especial y estrictamente observada, cuyas características incluían reglas dietéticas y principios éticos en particular. Platón atestigua que también había reglas de vida órficas, y menciona un pasado en el que estas reglas se seguían universalmente. Al igual que los pitagóricos—o al menos su círculo más estrecho—, las normas de conducta los órficos también incluían un vegetarianismo motivado por razones éticas, que estaba relacionado con la doctrina de la transmigración de las almas y la consiguiente mayor estimación del valor de la vida animal. Los alimentos derivados del cuerpo de un animal muerto estaban mal vistos, al igual que los sacrificios de animales habituales en la religión popular griega. Los sacrificios sangrientos y el consumo de carne llevaban a la pérdida de la pureza ritual. Se desconoce en gran medida hasta qué punto los órficos seguían ciertas normas éticas más allá de la prohibición general del derramamiento de sangre y si lo consideraban una condición previa necesaria para la deseada redención. Sus restricciones dietéticas se basaban no sólo en la prohibición de matar, sino también en su cosmogonía; la prohibición de comer huevos, transmitida por Plutarco, estaba relacionada con la idea mítica del huevo del mundo. Sin embargo, el tabú del huevo, que sólo se atestigua tardíamente, puede no haberse aplicado en los primeros tiempos. No existía una prohibición general del alcohol, al menos en los primeros tiempos.
No está claro hasta qué punto la pertenencia a una comunidad órfica se consideraba un requisito previo para seguir una vía de salvación órfica. En cualquier caso, la purificación ritual se consideraba una condición indispensable para la redención del alma. Los órficos errantes, que ofrecían la purificación a todo el mundo a cambio de un pago, fueron probablemente un signo de decadencia en el movimiento órfico.